# Lee Delong
Lee Delong est une actrice franco-américaine connue pour avoir joué dans la série Samantha Oups !. En 2006 elle incarne le rôle de Madame Karman dans le film Arthur et les Minimoys réalisé par Luc Besson.

## Filmographie

### Télévision
- 2006 : Samantha oups ! (au gîte) : La cliente anglaise
- 2007 : Samantha oups ! (au gîte) : Aniesca / La vendeuse de pain au marché
- 2015 : Dix pour cent : Miranda Jones

### Cinéma
- 2002 : Ce que dit la bouche d'ombre (court-métrage) : Madame Girardin[2]
- 2004 : TENERIFE - Le Crash du siècle : Erma Schlecht
- 2006 : C'est arrivé dans l'escalier : Barbara
- 2006 : Arthur et les Minimoys : Madame Karman, la quincaillère
- 2008 : Belleville Tour : L'Américaine
- 2010 : Arthur 3 : La Guerre des deux mondes : Madame Karman (caméo)
- 2010 : Cigarettes et bas nylon : capitaine américaine
- 2011 : Le Skylab : Jessica
- 2013 : Jo : Marijse
- 2014 : L'été sera chaud (Love Island) : Cruella
- 2015 : Kickback de Franck Phelizon
- 2019 : L'État sauvage de David Perrault

## Théâtre
- 2018 : Le Banquet de Mathilda May